# Державна премія України імені Тараса Шевченка — лауреати 1992 року
Державні премії України імені Тараса Шевченка в галузі літератури, журналістики, мистецтва і архітектури 1992 року були присуджені Постановою Кабінету Міністрів України № 86 від 27 лютого 1992 р. за поданням Комітету по Державних преміях України імені Т. Г. Шевченка. Цього року кількість премій була збільшена до десяти.

## Список лауреатів
| Галузь                                                     | Лауреат | Обґрунтування                                                                                  |
| ---------------------------------------------------------- | --- | ---------------------------------------------------------------------------------------------- |
| Література                                                 | Антоненко-Давидович Борис Дмитрович (посмертно)                                                                        | за збірку художньої прози «Смерть. Сибірські новели. Завищені оцінки»                          |
| Література                                                 | Багряний Іван Павлович (посмертно)                                                                                     | за романи «Сад Гетсиманський», «Тигролови»                                                     |
| Література                                                 | Дрозд Володимир Григорович                                                                                             | за роман-епопею «Листя життя», книга перша — друга                                             |
| Література                                                 | Роговий Феодосій Кирилович                                                                                             | за роман «Свято останнього млива»                                                              |
| Література                                                 | Калинець Ігор Миронович                                                                                                | за збірки поезій «Тринадцять алогій», «Невольнича муза», «Пробуджена муза»                     |
| Література                                                 | Мельничук Тарас Юрійович                                                                                               | за збірку поезій «Князь роси»                                                                  |
| Література                                                 | Мовчан Павло Михайлович                                                                                                | за збірки поезій «Материк», «Осереддя»                                                         |
| Література                                                 | Лубківський Роман Мар'янович                                                                                           | за збірку поезій «Погляд вічності»                                                             |
| Журналістика і публіцистика                                | Колесник Степан Павлович                                                                                               | за публіцистичну повість «Обкрадені села» та інші твори про долю українського села             |
| Теорія та історія літератури                               | Жулинський Микола Григорович                                                                                           | за книжку «Із забуття — в безсмертя»                                                           |
| Образотворче мистецтво                                     | Максименко Микола Антонович                                                                                            | за серію пейзажів «Україно моя»                                                                |
| Образотворче мистецтво                                     | Синиця Григорій Іванович                                                                                               | за відродження української колористичної школи монументального живопису і твори останніх років |
| Концертно-виконавська діяльність                           | Гуцал Віктор Омелянович — художній керівник Державного оркестру народних інструментів України                          | за концертні програми 1988–1991 років                                                          |
| Концертно-виконавська діяльність                           | Капела бандуристів імені Тараса Шевченка, Детройт, США (художні керівники Г. Китастий, помер у 1984 році, В. Колесник) | за популяризацію української музичної спадщини                                                 |
| Концертно-виконавська діяльність                           | Хор імені Олександра Кошиця, Канада (художній керівник В. Климків)                                                     | за популяризацію українського хорового мистецтва                                               |
| За кращий твір літератури і мистецтва для дітей та юнацтва | Костін Олександр Васильович                                                                                            | за оперу-казку «Золоторогий олень», балет «Русалонька»                                         |